# 散位寮
散位寮（さんいりょう/さんにりょう）は古代日本の律令制において式部省に属する機関の一つである。なお、唐の制度には散位寮に該当する機関は存在しない。

## 職掌
散位寮は散位を名簿によって管理しその考課を行う。
散位（さんい/さんに）は散官ともいい位階のみで官職を持たないもののことをいう。京官・外官および文官・武官の別がある。散位の大半は退職者である。五位以上の散位は散位寮に長上（常勤）し、六位以下のうち、在京のものは散位寮に分番（交替勤務）し、他は国府に分番して、他の官司の手伝いや使者としての事務を行う。また武散位（武官の散位）は兵部省の管理をも受ける。
その他四度使（よどのつかい）の一つである朝集使が在京中のときはその管理を行う。のちに散位制度が形骸化すると存在意義が薄れ寛平8年（896年）式部省に併合され、以後散位の事務も式部省で行われた。

## 職員
- 頭（従五位下相当）一名
- 助（従六位上相当）一名
- 允（従七位下相当）一名
- 大属（従八位下相当）一名　少属（大初位上相当）一名
- 史生　六名のち四名
- 散位
- 使部
- 仕丁